# جورج داركو
جورج داركو (بالإنجليزية: George Darko)‏ هو موسيقي غاني، ولد في 1951.

## وصلات خارجية
- جورج داركو على موقع IMDb (الإنجليزية)
- جورج داركو على موقع ميوزك برينز (الإنجليزية)
- جورج داركو على موقع ديسكوغز (الإنجليزية)